# Чемпионат СССР по тяжёлой атлетике
Чемпионат СССР по тяжёлой атлетике — соревнование лучших советских тяжелоатлетов за звание чемпиона СССР. Впервые был проведён в 1918 году в Москве. Тогда в нём приняли участие 15 спортсменов, разделённых на 5 весовых категорий. С 1932 года проходил ежегодно (кроме 1941 и 1942 годов). В 1956, 1959, 1963, 1967, 1971 и 1975 годах чемпионаты СССР были проведены в рамках тяжелоатлетических турниров Спартакиад народов СССР, а в 1979, 1983 и 1991 параллельно с ними. 
Программа чемпионатов дважды менялась. До 1936 года она состояла из пятиборья (жим, рывок одной рукой, рывок двумя руками, толчок одной рукой и толчок двумя руками), в 1936–1972 годах —из троеборья (жим, рывок и толчок), с 1973 года участники соревновались в двоеборье (рывок и толчок).  
Всего в период с 1918 по 1991 год было проведено 66 чемпионатов СССР по тяжёлой атлетике. В 1992 году в связи с распадом СССР прошёл единственный чемпионат СНГ, который стал важным этапом отбора в Объединённую команду на Олимпийские игры в Барселоне. В дальнейшем в каждой стране, ранее входившей в состав СССР, начал проводиться свой национальный чемпионат.

## Чемпионаты СССР по тяжёлой атлетике
| Чемпионат        | Дата             | Год  | Место проведения                 |
| ---------------- | ---------------- | ---- | -------------------------------- |
| 1-й чемпионат    | 14 — 17 марта    | 1918 | Москва, РСФСР                    |
| 2-й чемпионат    | 20 — 27 июля     | 1920 | Москва, РСФСР                    |
| 3-й чемпионат    | 20 — 25 февраля  | 1922 | Москва, РСФСР                    |
| 4-й чемпионат    | 14 — 17 марта    | 1923 | Москва, РСФСР                    |
| 5-й чемпионат    | 25 — 27 декабря  | 1924 | Киев, Украинская ССР             |
| 6-й чемпионат    | 8 — 12 апреля    | 1926 | Москва, РСФСР                    |
| 7-й чемпионат    | 19 — 23 марта    | 1927 | Ленинград, РСФСР                 |
| 8-й чемпионат*   | 24 — 28 августа  | 1928 | Москва, РСФСР                    |
| 9-й чемпионат    | 15 — 18 марта    | 1932 | Ростов-на-Дону, РСФСР            |
| 10-й чемпионат   | 13 — 15 мая      | 1933 | Минск, Белорусская ССР           |
| 11-й чемпионат   | 21 — 23 июня     | 1934 | Москва, РСФСР                    |
| 12-й чемпионат   | 22 — 24 июня     | 1935 | Москва, РСФСР                    |
| 13-й чемпионат   | 24 — 25 марта    | 1936 | Ленинград, РСФСР                 |
| 14-й чемпионат   | 27 — 29 апреля   | 1937 | Тбилиси, Грузинская ССР          |
| 15-й чемпионат   | 24 — 27 апреля   | 1938 | Киев, Украинская ССР             |
| 16-й чемпионат   | 6 — 9 мая        | 1939 | Харьков, Украинская ССР          |
| 17-й чемпионат   | 28 — 30 мая      | 1940 | Минск, Белорусская ССР           |
| 18-й чемпионат   | 18 — 19 сентября | 1943 | Горький, РСФСР                   |
| 19-й чемпионат   | 23 — 24 июня     | 1944 | Киев, Украинская ССР             |
| 20-й чемпионат   | 22 — 24 июня     | 1945 | Свердловск, РСФСР                |
| 21-й чемпионат   | 14 — 17 июня     | 1946 | Рига, Латвийская ССР             |
| 22-й чемпионат   | 13 — 15 июля     | 1947 | Москва, РСФСР                    |
| 23-й чемпионат   | 11 — 13 мая      | 1948 | Киев, Украинская ССР             |
| 24-й чемпионат   | 16 — 18 мая      | 1949 | Воронеж, РСФСР                   |
| 25-й чемпионат   | 14 — 16 мая      | 1950 | Харьков, Украинская ССР          |
| 26-й чемпионат   | 13 — 16 мая      | 1951 | Каунас, Литовская ССР            |
| 27-й чемпионат   | 27 — 30 марта    | 1952 | Иваново, РСФСР                   |
| 28-й чемпионат   | 10 — 12 мая      | 1953 | Таллин, Эстонская ССР            |
| 29-й чемпионат   | 10 — 13 мая      | 1954 | Петрозаводск, Карело-Финская ССР |
| 30-й чемпионат   | 17 — 20 апреля   | 1955 | Минск, Белорусская ССР           |
| 31-й чемпионат** | 7 — 10 августа   | 1956 | Москва, РСФСР                    |
| 32-й чемпионат   | 23 — 26 мая      | 1957 | Львов, Украинская ССР            |
| 33-й чемпионат   | 12 — 15 апреля   | 1958 | Сталино, Украинская ССР          |
| 34-й чемпионат** | 9 — 15 августа   | 1959 | Москва, РСФСР                    |
| 35-й чемпионат   | 4 — 7 июня       | 1960 | Ленинград, РСФСР                 |
| 36-й чемпионат   | 19 — 22 декабря  | 1961 | Днепропетровск, Украинская ССР   |
| 37-й чемпионат   | 6 — 10 мая       | 1962 | Тбилиси, Грузинская ССР          |
| 38-й чемпионат** | 27 — 31 июля     | 1963 | Москва, РСФСР                    |
| 39-й чемпионат   | 15 — 19 июля     | 1964 | Киев, Украинская ССР             |
| 40-й чемпионат   | 7 — 11 мая       | 1965 | Ереван, Армянская ССР            |
| 41-й чемпионат   | 14 — 18 мая      | 1966 | Новосибирск, РСФСР               |
| 42-й чемпионат** | 27 — 3 августа   | 1967 | Москва, РСФСР                    |
| 43-й чемпионат   | 13 — 19 мая      | 1968 | Луганск, Украинская ССР          |
| 44-й чемпионат   | 14 — 18 мая      | 1969 | Ростов-на-Дону, РСФСР            |
| 45-й чемпионат   | 22 — 26 апреля   | 1970 | Вильнюс, Литовская ССР           |
| 46-й чемпионат** | 16 — 24 июля     | 1971 | Москва, РСФСР                    |
| 47-й чемпионат   | 11 — 15 апреля   | 1972 | Таллин, Эстонская ССР            |
| 48-й чемпионат   | 26 — 29 апреля   | 1973 | Донецк, Украинская ССР           |
| 49-й чемпионат   | 24 — 28 апреля   | 1974 | Тбилиси, Грузинская ССР          |
| 50-й чемпионат** | 4 — 11 июля      | 1975 | Вильнюс, Литовская ССР           |
| 51-й чемпионат   | 10 — 15 мая      | 1976 | Караганда, Казахская ССР         |
| 52-й чемпионат   | 5 — 9 мая        | 1977 | Ростов-на-Дону, РСФСР            |
| 53-й чемпионат   | 21 — 26 апреля   | 1978 | Киев, Украинская ССР             |
| 54-й чемпионат   | 25 — 3 августа   | 1979 | Ленинград, РСФСР                 |
| 55-й чемпионат   | 12 — 18 мая      | 1980 | Москва, РСФСР                    |
| 56-й чемпионат   | 12 — 17 мая      | 1981 | Новосибирск, РСФСР               |
| 57-й чемпионат   | 17 — 23 мая      | 1982 | Днепропетровск, Украинская ССР   |
| 58-й чемпионат   | 22 — 31 июля     | 1983 | Москва, РСФСР                    |
| 59-й чемпионат   | 13 — 19 марта    | 1984 | Минск, Белорусская ССР           |
| 60-й чемпионат   | 11 — 16 июня     | 1985 | Волгоград, РСФСР                 |
| 61-й чемпионат   | 5 — 9 марта      | 1986 | Волгоград, РСФСР                 |
| 62-й чемпионат   | 1 — 5 июля       | 1987 | Архангельск, РСФСР               |
| 63-й чемпионат   | 29 июня — 3 июля | 1988 | Харьков, Украинская ССР          |
| 64-й чемпионат   | 1 — 5 июля       | 1989 | Фрунзе, Киргизская ССР           |
| 65-й чемпионат   | 5 — 9 сентября   | 1990 | Липецк, РСФСР                    |
| 66-й чемпионат   | 12 — 16 июля     | 1991 | Донецк, Украинская ССР           |

| *  | — чемпионат СССР, который был проведён в рамках Всесоюзной спартакиады |
| ** | — чемпионаты СССР, проведённые в рамках летних Спартакиад народов СССР |